# Łukasz Wiśniewski (koszykarz)
Łukasz Wiśniewski (ur. 7 grudnia 1984 w Toruniu) – polski koszykarz występujący na pozycjach rozgrywającego lub rzucającego obrońcy.

## Życiorys
Wiśniewski zaczynał karierę w rodzinnym Toruniu w 2000 roku. W latach 2006–2008 występował w PLK w barwach Polpaku Świecie oraz Czarnych Słupsk, jednak był tam tylko głębokim rezerwowym. W sezonie 2008/09 występował w I lidze w barwach Zastalu Zielona Góra. Był wtedy jednym z najlepszych strzelców na zapleczu ekstraklasy. W 2009 roku wziął udział w specjalnym campie organizowanym przez AZS Koszalin. 28 sierpnia 2009 roku podpisał kontrakt z AZS Koszalin. 15 grudnia kontrakt rozwiązano, a Wiśniewski przeniósł się do Polpharmy. W barwach koszalińskiego zespołu zagrał 11 spotkań (średnio 5,7 punktu). W sezonie 2010/11 grał w PBG Basket Poznań, a od 2011 w Treflu Sopot. W sezonie 2012/13 ponownie założył trykot koszalińskiego AZS-u. Od 2013 roku, bronił barw PGE Turowa Zgorzelec, z którym w sezonie 2013/14 zdobył mistrzostwo Polski. W styczniu 2015 roku został zawodnikiem WKS Śląsk Wrocław.
W lipcu 2015 roku wrócił do rodzinnego miasta i związał się umową z zespołem Polski Cukier Toruń. Tam, przez kolejne 4 lata pełnił rolę kapitana drużyny, z którą zdobył największe, historyczne dla klubu trofea: 2 wicemistrzostwa, brązowy medal, puchar polski i superpuchar. 
27 listopada 2019 dołączył do BM Slam Stali Ostrów Wielkopolski.
26 sierpnia 2020 zakończył oficjalnie karierę sportową.

## Osiągnięcia
Drużynowe
- Mistrz Polski (2014)
- Wicemistrz Polski (2012, 2017[8], 2019[9])
- 3-krotny brązowy medalista mistrzostw Polski (2010, 2013, 2018)
- Zdobywca:
  - Pucharu Polski (2012, 2018)
  - Superpucharu Polski (2014, 2018)[10]
- 2-krotny finalista Pucharu Polski (2012/13, 2013/14)

Indywidualne
- I skład I ligi (2009)[11]
- II piątka PLK według dziennikarzy (2013)[12]
- III piątka PLK według dziennikarzy (2014)[12]
- MVP 16. kolejki TBL (styczeń 2016)[13]
- Lider sezonu regularnego PLK w skuteczności rzutów za 3 punkty (2010)[14]

Reprezentacja
- Uczestnik:
  - Eurobasketu (2011 – 17. miejsce)
  - kwalifikacji do Eurobasketu 2013

## Statystyki

### Statystyki podczas występów w PLK
- Sezon 2006/2007 (Polpak): 21 meczów (średnio 1,6 punktu, 0,6 zbiórki oraz 0,4 asysty w ciągu 7,9 minuty)
- Sezon 2007/2008 (Czarni): 13 meczów (średnio 4,2 punktu, 0,8 zbiórki oraz 0,8 asysty w ciągu 9,5 minuty)
- Sezon 2009/2010 (AZS Koszalin): 11 meczów (średnio 5,7 punktu, 1,8 zbiórki oraz 1,5 asysty w ciągu 18 minut)
- Sezon 2009/2010 (Polpharma): 25 meczów (średnio 10,2 punktu, 3 zbiórki oraz 2,6 asysty w ciągu 25,9 minuty)
- Sezon 2010/2011 (PBG Basket): 23 mecze (średnio 6,7 punktu, 2,2 zbiórki oraz 1,4 asysty w ciągu 19,4 minuty)
- Sezon 2011/2012 (Trefl Sopot): 49 meczów (średnio 10 punktów, 2,6 zbiórki oraz 2,7 asysty w ciągu 29,4 minuty)
- Sezon 2012/2013 (AZS Koszalin): 41 meczów (średnio 14,2 punktu, 2,9 zbiórki oraz 3,5 asysty w ciągu 30,3 minuty)
- Sezon 2013/2014 (PGE Turów Zgorzelec): 37 meczów (średnio 10,7 punktu, 2 zbiórki oraz 4 asysty w ciągu 28,9 minuty)
- Sezon 2014/2015 (PGE Turów Zgorzelec): 7 meczów (średnio 5,1 punktu, 1,1 zbiórki oraz 2,9 asysty w ciągu 15,3 minuty)

### Statystyki podczas występów w I lidze
- Sezon 2008/2009 (Zastal): 36 meczów (15,6 punktu, 3,1 zbiórki oraz 2,8 asysty w ciągu 29,6 minuty)

### Statystyki podczas występów w II lidze
- Sezon 2005/2006 (Harmattan Gniewkowo): 29 meczów (średnio 18,9 punktu)